# 바인딩DB
바인딩 데이터베이스(영어: Binding Database) 또는 바인딩DB(영어: BindingDB)는 주로 후보 약물 표적으로 간주되는 단백질과 작은 약물 유사 분자인 리간드의 상호작용에 초점을 맞춘 측정된 결합 친화도의 웹 엑세스 가능 공개 데이터베이스이다. 2011년 3월 기준으로 바인딩 데이터베이스는 5,700개의 단백질 표적과 280,000개의 저분자에 대한 약 650,000개의 바인딩 데이터가 포함되어 있다. 바인딩 데이터베이스에는 초분자 시스템을 연구하는 화학자들이 관심을 가질만한 호스트-게스트 결합 데이터의 소규모 컬렉션도 포함되어 있다.

## 같이 보기
- 호스트-게스트 화학
- 약물 표적
- 데이터베이스